# Сољци
Сољци (рус. Сольцы) град је на северозападу европског дела Руске Федерације. Налази се у западном делу Новгородске области, на подручју Сољчанског рејона чији је уједно и административни центар.
Према проценама националне статистичке службе за 2014. у граду је живело 9.267 становника, и по броју становника десето је по величини насеље у области.

## Географија
Град Сољци налази се у западном делу Новгородске области, на подручју ниске Прииљмењске низије западно од језера Иљмењ. Лежи на око 80 km југозападно од административног центра области града Великог Новгорода. Кроз град протиче река Шелоњ.
Кроз град пролази деоница магистралног друма Велики Новгород—Порхов—Псков, те железница на релацији Санкт Петербург—Дно.

## Историја
Први писани подаци о данашњем насељу потичу из једног новгородског летописа из 1390. године у којем се помиње насеље познато по бројним соланама и сланим изворима. Од најранијих времена насеље је играло важну улогу на трговачком путу између Новгорода и Пскова. У писаним изворима из 1239. године помиње се утврђење и насеље Городок које се налазило на око 3 km од данашњег насеља, а које је основао књаз Александар Невски .
Недалеко од насеља, на обалама реке Шелоњ 1471. одиграла се чувена Шелоњска битка у којој је војска московског књаза Ивана III до ногу потукла армију Новгородске републике. Сама битка је представљала прекретницу ка уједињењу руских земаља, а у спомен на тај догађај на месту одржавања битке подигнута је црква светог Јована Богослова.
У децембру 1579. цар Иван IV Грозни доделио је Сољцима статус „слободе“, односно насеља ослобођеног плаћања пореза. За узврат су локални мајстори морали да о своме трошку војску снабдевају одређеном количином делова за топове. Од тог времена па у наредних 200 година сољчански занатлије су снабдевали руску армију деловима за топове.
У периоду између XVIII и почетка XX века Сољци су били делом тадашње Порховске парохије Псковске губерније, и са растом броја становника растао је и административни значај насеља. Године 1781. Сољци постају насеље урбаног типа (посад). Већ у мају 1914. урбано насеље Сољци добија административни статус града.
Године 1915. насеље постаје познато као бањско лечилиште и одмаралиште које је користило природне термоминералне изворе из околине. Недуго после тога отворена је и пунионица за флаширање минералне воде.
Након оснивања Сољчанског рејона 1927. Сољци постају рејонским центром, прво у саставу Лењинградске, а од 1944. и Новгородске области.

## Становништво
Према подацима са пописа становништва 2010. у граду је живело 10.086 становника, док је према проценама националне статистичке службе за 2014. град имао 9.267 становника.
| 1897. | 1959. | 1970. | 1979.  | 1989.  | 2002.  | 2010.  | 2014. |
| ----- | ----- | ----- | ------ | ------ | ------ | ------ | ----- |
| 5.500 | 9.082 | 9.357 | 11.672 | 11.782 | 11.264 | 10.086 | 9.267 |

## Ваздухопловна базаСољци-2
На око 2 km северно од града налази се ваздухопловна база Ратног ваздухопловства Руске Федерације. Дужина полетно-слетне писте је 3.000 m, а налази се на надморској висини од 81 метра. У бази се налазе тешки бомбардери Ту-95МС и Ту-22М3